# Kw (digramme)
Cette page contient des caractères spéciaux ou non latins. S’ils s’affichent mal (▯, ?, etc.), consultez la page d’aide Unicode.
Pour les articles homonymes, voir KW.
Kw (minuscule kw) est un digramme de l'alphabet latin composé d'un K et d'un W.

## Linguistique
- En navajo, le digramme « kw » sert à représenter le son [kxʷ].

## Représentation informatique
Comme la majorité des digrammes, il n'existe aucun encodage de Kw sous un seul signe, il est toujours réalisé en accolant un K et un W.